# Il Conte Rosso
Il Conte Rosso è un dramma storico di Giuseppe Giacosa. Venne rappresentato per la prima volta al Teatro Carignano di Torino il 22 aprile 1880, dalla compagnia di Cesare Rossi.. Tra gli interpreti figuravano Giacinta Pezzana (Bona di Borbone), Eleonora Duse (Bona di Berry) e Flavio Andò (Amedeo). Il dramma venne dedicato «a Edmondo De Amicis in segno di amicizia fraterna».

## Trama
La vicenda si svolge tra il 1383 e il 1391.

### Prologo
Il padiglione del re di Francia Carlo VI durante un assedio alla città di Bourbourg (Borburga nel testo del dramma).
Un araldo inglese chiede a Carlo VI che abbia luogo una giostra tra nobili e valorosi combattenti prima che inizino i combattimenti tra gli eserciti mercenari. Il re di Francia accetta e Amedeo VII di Savoia, in campo a fianco dei francesi, ottiene di essere l'unico a sfidare i tre rappresentanti inglesi, Honiton, Arundel e Pembrock. Il conte di Challant è l'unico a sembrare indifferente ai combattimenti; il conte di Seyssel lo accusa di essere innamorato della moglie di Amedeo, Bona di Berry, e di parteggiare per la madre di Amedeo, Bona di Borbone, che regge le sorti della Savoia in vece del figlio e che Seyssel considera usurpatrice del trono.
Al campo si presenta Clara, figlia di un mugnaio, che dice a Challant di essere rimasta stregata dalla bellezza di Amedeo e di essere disposta a seguirlo ovunque, anche rimanendogli ignota, pur di poterlo vedere ancora.
Amedeo combatte valorosamente e sconfigge tutti e tre gli avversari, facendo loro grazia della vita e rendendo anzi onore al loro coraggio. Carlo VI decide che da quel giorno Amedeo non venga più chiamato Conte Nero, dal colore degli abiti che porta in ricordo del padre defunto, ma col più gaio appellativo di Conte Rosso. Un messo annuncia ad Amedeo che gli è nato un figlio, ma anche che nei suoi territori è in corso una rivolta, e Amedeo deve perciò partire.

### Atto primo
Nel castello di Ripaglia sono riuniti Bona di Borbone, Bona di Berry, Amedeo, Challant e altri cortigiani. Challant continua a corteggiare Berry e deride Amedeo, che pare pensare al gioco più che agli affari di stato. Quando giunge un messaggio che avverte di una rivolta contro i tributi nell'Alto Vallese, infatti, è Bona che decide l'invio di militari, nel disinteresse di Amedeo, impegnato in una partita a scacchi con mastro Luca.
Anche Ardòn si lamenta perché la popolazione, in ristrettezze economiche, non gli paga i tributi dovuti. Egli stesso vive in povertà, ma vorrebbe che i sudditi, contro i quali tuttavia non vuole infierire, lo onorassero almeno con i servizi previsti dalle leggi. Bona biasima l'indulgenza di Ardòn, che ritiene segno di debolezza. Mastro Luca confida a Nende che l'indifferenza di Amedeo è solo apparente: egli è assai attento a tutto ciò che avviene intorno a lui.
Un messo annuncia al conte di San Martino che nelle sue terre, nel Canavese, i villani sono i rivolta: hanno fatto gravi danni e ucciso brutalmente un cugino di San Martino, colpevole di avere a sua volta ucciso una giovane contadina che non gli si voleva concedere. Mentre tutti riprovano il comportamento dei villani, il solo Challant lo giustifica. Berry consegna a Challant un fermaglio, il segnale che gli aveva promesso nel caso ne avesse accettato la corte.
Amedeo, preso da parte Challant, gli confida il suo disegno segreto. Egli è disgustato dal governo tirannico della madre e degli altri nobili, e da anni sta segretamente pensando a come instaurare un governo illuminato e giusto e a come rendere la madre «umana suo malgrado». La rivolta in Canavese gliene dà occasione. Amedeo, fingendo di partire per una battuta di caccia, vuole recarsi in segreto in Canavese con Challant, conoscitore della zona e con cui ora sa di avere principi condivisi, e là sedare la rivolta senza spargimenti di sangue. Challant, turbato, accetta. Bona, donna crudele e assetata di potere, intuisce che Amedeo sta tramando qualcosa ai suoi danni e cerca di non farlo partire, tra madre e figlio ha luogo un litigio che si ricompone dopo reciproche accuse e oltraggi, ma Amedeo non recede dai suoi propositi.

### Atto secondo
La scena è al castello di Brosso nel Canavese, da cui si intravede vede la Serra morenica.
I villani, controllati da Besso e Lapo, sono intenti a terminare il saccheggio del castello gravemente danneggiato dalla rivolta. Giungono Amedeo e Challant. La rivolta si è ora allargata e si rivolge contro i baroni locali le cui truppe minacciano i villani. Amedeo ha promesso appoggio ai rivoltosi ma vuole che cessino le violenze. Amedeo apprende poi che ai baroni, che si riuniranno per prendere decisioni proprio al castello di Brosso ritenuto sicuro perché già saccheggiato, è nota la sua presenza in Canavese e lo vogliono rapire per chiedere un riscatto.
Clara, che Challant aveva condotto a Ripaglia come servitrice di Bona, giunge affannata, e riesce a parlare ad Amedeo rivelandogli che Bona è in arrivo per incontrare i baroni. Amedeo, dapprima spaventato, intuisce che è la madre che i baroni attendono e che vogliono rapire, e decide di approfittare della situazione. Clara, rimasta sola con Amedeo, gli confessa di essersi innamorata di lui in occasione del torneo di Borburga, e di essersi trasferita al servizio di Bona per potergli stare vicino; Amedeo rimane incantato dal racconto di Clara.
Giungono i baroni per il loro convegno. Tra loro vi è anche San Martino, che ha invitato Bona in Canavese senza sapere che gli altri baroni ne progettavano il rapimento. San Martino prima che i baroni mettano in atto il loro piano cerca il confronto con Bona, la quale si dice disposta a restituire ai baroni gli antichi privilegi che il padre di Amedeo aveva loro tolti. Ma i baroni temono che Amedeo non approverà questa decisione, e non si trova l'accordo sul compenso che Bona dovrebbe avere nella lotta contro i villani. Bona si rende finalmente conto di essere caduta in un agguato e sta per cadere nelle mani dei baroni, quando compaiono Amedeo e Challant, infiltratisi grazie all'aiuto dei rivoltosi. I baroni non osano aggredire Amedeo, il quale con la sua autorità toglie loro ogni diritto e stabilisce che saranno possibili governi popolari. Amedeo riconosce la lealtà di San Martino e, nonostante le parole sprezzanti usate in precedenza da Bona verso di lui, trova anche modo di difendere l'onore della madre, dicendo ai baroni che ella stava fingendo.

### Atto terzo
Sono trascorsi alcuni anni. Amedeo è molto malato e si teme per la sua vita, soffre di orribili mali di testa, che sono sorti dopo che si è rivolto a Granvilla, un guaritore che ha studiato in Oriente, per curare la calvizie che lo affliggeva. San Martino, ospite a Ripaglia, ha invitato Ardòn, che dal tempo della rivolta in Canavese non frequentava più Ripaglia, sperando di fare cosa gradita al sofferente Amedeo.
Si sussurra che Granvilla abbia volutamente provocato il male ad Amedeo per volere di Bona, la quale cercherebbe con la morte del figlio di riconquistare il potere; Bona tuttavia mostra disprezzo per Granvilla e dice di ritenerlo un inetto. Granvilla litiga violentemente con Luca, il barbiere e compagno di scacchi di Amedeo, esperto di erbe curative che disprezza Granvilla, nel quale Amedeo ha invece grande fiducia. Quando Amedeo ha un miglioramento e si può levare dal letto, saluta tutti sentendosi rinvigorito, ma il suo aspetto pallido atterrisce chi lo vede. Ardòn, grato ad Amedeo che ne apprezza la condotta di governo, alla vista di Granvilla cerca di aggredirlo, ma viene fermato dallo stesso Amedeo.
Amedeo tuttavia, teme che vi sia del vero nelle voci sulla complicità tra Bona e Granvilla, e viene confermato in questo dubbio da Challant, che dice di averli visti confabulare. Temendo la morte, Amedeo chiede a Challant a chi sia meglio lasciare la reggenza in attesa che il figlio, bambino, diventi adulto e possa regnare. Challant gli consiglia di lasciare la reggenza a Bona, nonostante i dubbi su di lei, perché è avida di potere e certo saprà amministrare bene, mentre la giovane moglie di Amedeo potrebbe risposarsi e perdere il diritto al regno per il figlio.
Il sospetto diviene certezza quando Clara annuncia che Granvilla è partito dopo avere ricevuto molto danaro da Bona. Amedeo chiede a Clara di vigilare sul figlio e di fare in modo che nulla trapeli e non venga mai messo in dubbio l'onore dei Savoia e della stessa Bona, che pur gli è nemica e Amedeo sa di non aver mai amato. Amedeo poi convoca Bona e si fa promettere da lei, evocando il ricordo del padre, che saprà regnare in modo giusto se avrà la reggenza.
Infine Amedeo invita i baroni suoi ospiti a una battuta di caccia. I baroni, vedendolo sofferente, sono sorpresi, ma Amedeo è risoluto. Prima di partire, però, Amedeo domanda a Challant di vegliare sulla propria casa e lo bacia fraternamente. Appena salito a cavallo, Amedeo fa in modo che il cavallo si imbizzarrisca e lo faccia cadere provocandogli ferite mortali: così, si dirà che la sua morte è dovuta a un incidente e le dicerie sulla morte per avvelenamento non potranno avere credito. L'ultimo atto di Amedeo prima della morte è il conferimento ufficiale della reggenza a Bona.